# Ręka Fatimy (powieść)
Ręka Fatimy (hiszp. La mano de Fátima) – hiszpańska powieść historyczno-obyczajowa z 2010 roku, autorstwa Ildefonso Falconesa, druga po debiutanckiej Katedrze w Barcelonie.
Powieść opowiada historię Hernando, syna zgwałconej przez duchownego muzułmanki, który próbuje odnaleźć się w świecie, w którym pod naporem chrześcijan upadają państwa muzułmańskie na Półwyspie Iberyjskim.